# Shenron no Densetsu
Dragon Ball: Shenron No Densetsu (ドラゴンボール 神龍の伝説 Doragon Boru Shenron no Densetsu?, Dragon Ball: La Leyenda del Dragón Divino), conocida en Hispanoamérica como 'La leyenda de Shen Long', es la primera película anime basada en la serie de manga y anime Dragon Ball.
Estrenada el 20 de diciembre de 1986, esta película es una versión alternativa de la primera búsqueda de las Esferas/Bolas del Dragón en la serie anime, que vuelve a contar el encuentro de Son Gokū y Bulma, la primera pelea de Yamcha y Son Gokū, así como el enfrentamiento contra el primer villano, que aquí es Gourmet (en el anime era Pilaf).

## Argumento
Existe una leyenda según la cual hay 7 esferas mágicas esparcidas por los confines de la Tierra. Aquel que logre reunirlas, podrá pedir cualquier deseo que se le antoje al Dragón Sagrado Shenlong. 
En el Reino de Gurumes, su rey está destruyendo los campos con tal de encontrar valiosos rubíes para poder comprar los mejores manjares del mundo ya que ha sido maldecido y no puede saciar su hambre a menos de que coma un platillo más sabroso que el anterior. Para curarse de su maldición Gurumes envía a sus secuaces Bongo y Pasta a encontrar las tres Dragon Balls que le faltan, 
Por otro lado una joven llamada Bulma, que también busca las Dragon Balls, se encuentra con Son Gokū, quien posee una, pero la Dragon Ball de Son Gokū es robada por Bongo y Pasta, entonces Bulma y Son Gokū deciden seguirlos. En el viaje se encuentran con el cerdo transformista Oolong que está atacando a una niña llamada Pansy, Son Gokū decide enfrentarse a Oolong pero durante la pelea llagan al territorio de Yamcha, quien los ataca pero huye al ver a Bulma.
Pansy les explica que está buscando a Kame Sen'nin para que defienda a su pueblo del malvado Rey Gurumes y convence a Bulma y Son Gokū que la acompañen. Cuando llegan donde Kame Sen'nin se dan cuanta de que él tiene la última esfera que falta, Bulma convence al anciano para que se la regale pero son atacados por Bongo y Pasta de nuevo y se la roban, dejándolos de nuevo con solo una esfera. Bongo y Pasta utilizan todo el arsenal del submarino en el que están para atacar pero son vencidos por un Kame Hame Ha de Kame Sen'nin.
Ya que el Rey Gurumes tiene en su poder 6 de las 7 Dragon Balls, Son Gokū decide atacarlo, pero no puede vencerlo, Bulma lanza la última esfera a la boca del Rey Gurumes para que juntar las 7 y llamar a Shenlong, este aparece destruyendo el castillo del Rey Gurumes, Pansy desea que su pueblo regrese a la normalidad y para ello el dragón desaparece todos los rubíes.

## Personajes
| - Son Gokū - Bulma - Oolong - Yamcha | - Puar - Kame Sen'nin - Umigame - Shenlong |

### Personajes exclusivos de la película

#### Rey Gurumes
Es el gobernante del reino donde vive Pansy, sufre una maldición que no le permite digerir una comida que no superase en calidad a la anterior. Pese a ser un humano normal presenta un aspecto monstruoso. Tiene un cuerpo extremadamente obeso, cubierto en parte por una piel lila verrugosa y coronado por una cabeza grotesca, con un ojo más grande que el otro, colmillos, orejas picudas y apenas nariz. Este aspecto, se debe a la gran maldad y codicia que le corrompen. No obstante, al final de la película podemos verlo en su forma más humana, que aun así no deja de ser un poco deforme.

#### Bongo
Es uno de los secuaces del Rey Gurumes, es un hombre alto y musculoso, guarda gran parecido con el Sargento Metallic del Ejército Red Ribbon.

#### Pasta
Es una de los secuaces del Rey Gurumes, una mujer pelirroja que trabaja para el Rey Gurumes solo por los Rubíes.

#### Pansy
Es una niña del Reino de Gurumes, se marcha en busca de Kame Sen'nin para que le ayude a vencer al Rey.

## Reparto
| Personaje      | Actor de voz (Japón) | Doblaje (Hispanoamérica) | Doblaje (España)   |
| -------------- | -------------------- | ------------------------ | ------------------ |
| Son Goku       | Masako Nozawa        | Laura Torres             | Ana Cremades       |
| Bulma          | Hiromi Tsuru         | Rocío Garcel             | Nonia de la Gala   |
| Kame Sen'nin   | Kōhei Miyauchi       | Jesús Colin              | Mariano Peña       |
| Yamcha         | Tōru Furuya          | Ricardo Mendoza          | David Arnaiz       |
| Oolong         | Naoki Tatsuta        | Arturo Mercado           | Antonio Ichausti   |
| Puar           | Naoko Watanabe       | Cristina Camargo         | Pilar Valdés       |
| Tortuga        | Daisuke Gōri         | Arturo Mercado           | Alberto Hidalgo    |
| Pansy          | Tomiko Suzuki        | Cristina Hernández       | María Sarmiento    |
| Padre de Pansy | Shozo Iizuka         | Gerardo Reyero           | Jesús Prieto       |
| Madre de Pansy | Reiko Suzuki         | Patricia Acevedo         |                    |
| Rey Gurume     | Shūichirō Moriyama   | Marcos Patiño            | Manuel Perales     |
| Bongo          | Gorō Naya            | Mario Sauret             | Ángel Corpa        |
| Pasta          | Mami Koyama          | Isabel Martiñón          | María Jose Roquero |
| Shen Long      | Kenji Utsumi         | Abel Rocha               | Jesús Prieto       |
| Narrador       | Jōji Yanami          | José Lavat               | Jorge Tomé         |

## Música
Tema de Apertura (opening)
- "Makafushigi Adventure!" (Makafushigi Adobenchā!?) por Hiroki Takahashi

Tema de cierre (ending)
- "Romantic Ageru Yo" (Romantikku Ageru Yo?) por Hiroki Takahashi